# Discografia de Uffie
A discografia de Uffie, uma cantora e compositora de música pop norte-americana, é composta por um álbuns de estúdio, um extended play (EP), sete singles como artista principal, bem como um single como artista convidada.

## Álbuns

### Álbuns de estúdio
| Sex Dreams and Denim Jeans - Lançamento: 14 de Junho de 2010 - Gravadora: Ed Banger Records - Formato(s): CD, vinil, download digital | 7 | 76 | 59 |

### Extended plays
| Detalhes do álbum |
| --- |
| Pop the Glock/Ready to Uff - Lançamento: 27 de fevereiro de 2006 - Gravadora: Ed Banger Records - Formato(s): CD, download digital |

## Singles

### Como artista principal
| Ano  | Canção              | Melhores posições nas tabelas | Melhores posições nas tabelas | Álbum                      |
| Ano  | Canção              | FRA                           | JAP                           | Álbum                      |
| ---- | ------------------- | ----------------------------- | ----------------------------- | -------------------------- |
| 2006 | "Hot Chick"         | —                             | —                             | Sem álbum                  |
| 2007 | "F1rst Love"        | —                             | —                             | Sem álbum                  |
| 2009 | "Pop the Glock"     | 89                            | —                             | Sex Dreams and Denim Jeans |
| 2010 | "MCs Can Kiss"      | 97                            | 48                            | Sex Dreams and Denim Jeans |
| 2010 | "ADD SUV"           | —                             | —                             | Sex Dreams and Denim Jeans |
| 2010 | "Difficult"         | —                             | —                             | Sex Dreams and Denim Jeans |
| 2010 | "Wordy Rappinghood" | —                             | —                             | Sem álbum                  |

### Como artista convidada
| Ano | Canção | Melhores posições nas tabelas | Melhores posições nas tabelas                           | Álbum |   |   |                      |
| --- | ------ | ----------------------------- | ------------------------------------------------------- | ----- | - | - | -------------------- |
| Ano | Canção | 2008                          | "Tthhee Ppaarrttyy" (Justice com participação de Uffie) | Álbum | — | — | A Cross the Universe |